# Phyllarachne levicula
Phyllarachne levicula là một loài nhện trong họ Linyphiidae.
Loài này thuộc chi Phyllarachne. Phyllarachne levicula được Alfred Frank Millidge & Anthony Russell-Smith miêu tả năm 1992.